# چاتو گالانته
چاتو گالانته (اسپانیایی: Chato Galante‎; ۲۷ آوریل ۱۹۴۸ – ۲۸ مارس ۲۰۲۰) سیاستمدار، فعال حقوق بشر، و طرفدار محیط زیست اهل اسپانیا بود.